# Fischingen (Bade-Wurtemberg)
Pour les articles homonymes, voir Fischingen.
Fischingen est une commune allemande en Bade-Wurtemberg, située dans le district de Fribourg-en-Brisgau.

## Géographie
Fischingen est situé dans le sud du Markgräflerland et à l'extrémité sud-ouest de l'Allemagne, à proximité de la France et de la Suisse. Tout en étant la deuxième plus petite commune en superficie de l'arrondissement de Lörrach Fischingen est resté autonome.

## Évolution démographique
| Année      | 1804 | 1845 | 1895 | 1925 | 1952 | 1972 | 1981 | 1990 | 2007 |
| ---------- | ---- | ---- | ---- | ---- | ---- | ---- | ---- | ---- | ---- |
| Population | 290  | 390  | 280  | 285  | 298  | 375  | 534  | 600  | 682  |